# شورستان
برای کاربردهای دیگر، شورستان (ابهام‌زدایی) را ببینید.

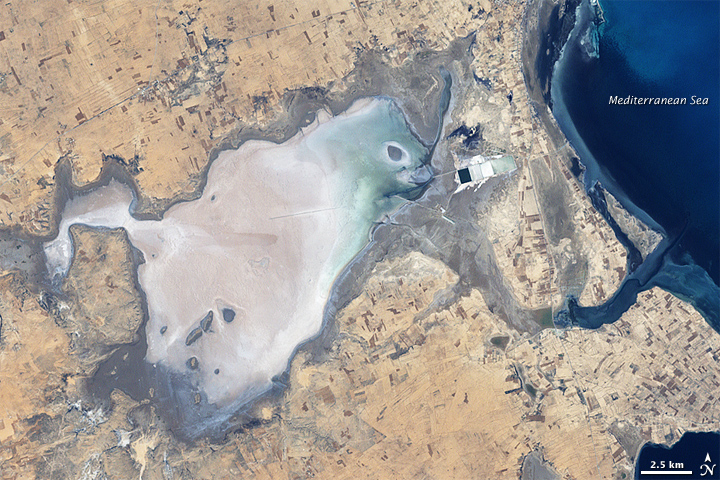
تصویر لندست ۷ از شورستان الملاح در تونس در سال ۲۰۰۱ که بخش اعظم آن خشکیده‌است. بخش‌های مربعی‌شکل در بالا و سمت راست تصویر احتمالاً حوضچه‌های تبخیری برای برداشت نمک دریا هستند.

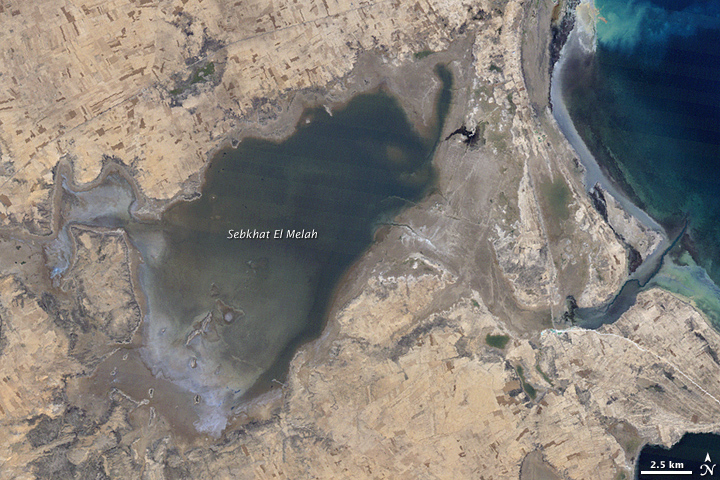
تصویر لندست ۸ از شورستان الملاح در سال ۱۹۸۷ که در زیر آب قرار دارد.

شورِستان یا سَبخا (به عربی: سبخة)، اصطلاحی در جغرافیا است برای اشاره به زمین‌های هموار کنار ساحل یا داخل دشت‌ها که با نمک پوشیده شده باشند. شورستان‌های کرانه‌ای معمولاً درست بالاتر از سطح جزر و مد معمولی قرار دارند و مواد معدنی تبخیری و شور در نتیجه آب و هوای نیمه‌خشک تا خشک بر روی آن‌ها انباشته می‌شود. این گونه کفه‌های نمکی بیشتر در جنوب خلیج فارس دیده می‌شود و در زبان عربی آن مناطق به آن «سَبخه» می‌گویند.
از نظر جغرافیایی شورستان به دو گروه اصلی تقسیم می‌شود:
- شورستان کرانه‌ای که در اراضی ساحلی خشک و بایر و بالاتر از خط مد تشکیل شده و تحت تأثیر آب‌های دریا و اقیانوس است. محیط رسوب‌گذاری این نوع شورستان میان‌کشندی است و تحت شرایط خشک تا نیمه‌خشک بر روی دشت‌های ساحلی در محدوده بالای کشند، تشکیل می‌شود. شورستان ساحلی توسط نهشته‌های نمک تبخیری، سیلاب کشندی و بادی تشخیص داده شده و در بسیاری از خطوط ساحلی جدید، مانند خلیج فارس و سواحل فلوریدا یافت می‌شود.[نیازمند منبع] تشکیل رسوبات تبخیری در منطقه سبخا به عنوان نوعی تشکیل رسوبات تبخیری شیرین در اوایل سال ۱۹۶۰ با کشف تشکیل ژیپس و انیدریت در داخل رسوبات بالای پهنه‌های جزر و مدی در سواحل شیخ‌نشین‌های خلیج فارس ارائه گردید.[۳]
- شورستان قاره‌ای که درون سرزمین‌های خشک و بایر قاره‌ای تشکیل شده و تحت تأثیر آب‌های زیرزمینی است.

ته‌نشسته‌های تبخیری در رسوبات بیرون‌زده اطراف دریاچه‌های نمکی، واحه‌ها و نزدیک رودخانه‌های خشک در صحراها در حال تشکیل بوده و شورستان‌های درون خشکی یا قاره‌ای را تشکیل می‌دهند. در این نوع شورستان، رسوب‌گذاری در خشکی یا در حوضچه‌های بسیار کم‌عمق تا خشک صورت می‌گیرد.

## نقش اقلیم
نمونه مشخص و پذیرفته‌شده شورستان ساحلی در امارات متحده عربی در ساحل جنوبی خلیج فارس وجود دارد. آب و هوا (اقلیم) یکی از مهم‌ترین عوامل در شکل‌گیری این سبخای ساحلی است. بارندگی در این منطقه خشک، اغلب به شکل رگبار و در حدود ۴۰ میلی‌متر در سال است. دمای هوا نیز ممکن است از صفر تا بیش از ۵۰ درجه سلسیوس متغیر باشد. رطوبت هوا با جهت وزش باد بیش‌وز در ارتباط است. در ابتدای روز رطوبت در حدود ۲۰٪ و سپس افزایش یافته و ممکن است در ابتدای شب به ۱۰۰ درصد رسیده و باعث تشکیل مه غلیظ گردد. دمای آب نیز به نسبت ژرفای آب متغیر بوده و در آب‌های کم‌عمق حدود ۱۰ درجه گرم‌تر است. این وضعیت دمایی باعث شده تا میزان تبخیر در خلیج فارس بسیار بالا بوده و به ۱۲۴ سانتی‌متر در سال می‌رسد. این وضعیت باعث شده تا شوری آب در تالاب‌های کم‌عمق ساحلی به ۷۰ بخش در میلیون برسد. علاوه بر تبخیر، سطح آب زیرزمینی از ۱٫۵ متر پایین‌تر نیست و با جریان آن به سمت دریا، آب‌های قاره‌ای و رواناب حاصل از باران تخلیه شده و تا فاصله حدود ۵ کیلومتری از ساحل، آب را در عمق چند سانتی‌متری سبخا نگه می‌دارد.